# The Velvet Vampire
Pour plus de détails, voir Fiche technique et Distribution.
The Velvet Vampire est un film américain réalisé par Stephanie Rothman, sorti en 1971.

## Synopsis
Lee et Susan Ritter sont invités par Diane LeFanu, une femme fatale mystérieuse, à visiter son domaine isolé dans le désert. Ils ne s'imaginent pas que celle-ci est une vampire âgés de plusieurs siècles.

## Fiche technique
- Titre français : The Velvet Vampire
- Réalisation : Stephanie Rothman
- Scénario : Maurice Jules, Stephanie Rothman et Charles S. Swartz
- Direction artistique : Teddi Peterson
- Costumes : Keith Hodges
- Photographie : Daniel Lacambre
- Montage : Stephen Judson et Barry Simon
- Société de production : New World Pictures
- Pays d'origine : États-Unis
- Format : Couleurs - 35 mm - 1,78:1 - Mono
- Genre : horreur
- Durée : 80 minutes
- Date de sortie : 1971

## Distribution
- Michael Blodgett : Lee Ritter
- Sherry E. DeBoer : Susan Ritter
- Celeste Yarnall : Diane LeFanu
- Gene Shane : Carl Stoker
- Jerry Daniels : Juan
- Sandy Ward : Amos
- Paul Prokop : Cliff
- Chris Woodley : fille de Cliff
- Robert Tessier : Biker